# التربة (إب)
التربة هي إحدى قرى الجمهورية اليمنية. وهي تتبع جغرافيًا لمحافظة إب. وإداريًا لمديرية السبرة. يبلغ تعداد سكانها 1081 نسمة حسب الإحصاء الذي جرى عام 2004.